# U Remind Me
U Remind Me è una canzone di Usher, estratta come singolo dal suo terzo album del 2001 8701.

## Il brano
Il singolo raggiunge la vetta della classifica statunitense Billboard Hot 100 e riesce ad entrare nei top 5 nel Regno Unito ed in Australia.
La canzone ha fatto vincere a Usher il suo primo Grammy Award come "miglior performance maschile R&B" nel 2002.

## Il video
Il video musicale prodotto per U Remind Me è stato diretto da Dave Meyers e prodotto da Ron Mohrhoff. Nel video, Usher corteggia insistentemente una ragazza (interpretata da Chilli delle TLC), seguendola da un centro commerciale fino a casa. Alla fine riesce a conquistarla, ed i due finiscono la propria serata, danzando in discoteca.

## Tracce
1. U Remind Me
2. I Don't Know (Featuring P. Diddy)
3. TTP
4. U Remind Me (CD Rom Video)

## Classifiche
| Classifica                           | Posizione più alta |
| ------------------------------------ | ------------------ |
| Svizzera                             | 22                 |
| Francia                              | 3                  |
| Paesi Bassi                          | 4                  |
| Belgio                               | 3                  |
| Svezia                               | 12                 |
| Norvegia                             | 6                  |
| Danimarca                            | 6                  |
| Australia                            | 4                  |
| Germania                             | 21                 |
| Nuova Zelanda                        | 3                  |
| Regno Unito                          | 3                  |
| U.S. Billboard Hot 100               | 1                  |
| U.S. Billboard Hot R&B/Hip-Hop Songs | 1                  |